# Al Joyner
Alfredrick Joyner (* 19. Januar 1960 in East St. Louis (Illinois)) ist ein ehemaliger US-amerikanischer Dreispringer und Olympiasieger.

## Leben
Al Joyner ist der ältere Bruder der ebenfalls erfolgreichen Leichtathletin Jackie Joyner-Kersee und wurde bei den Olympischen Spielen 1984 in Los Angeles der erste US-amerikanische Dreisprungolympiasieger seit 80 Jahren. Im selben Jahr heiratete er Florence Griffith-Joyner, mit der er eine Tochter hat. Bei einem Wettbewerb 1987 erreichte er  seine Bestleistung von 17,53 m.
Seit dem Tode seiner Frau 1998 ist er Vorsitzender der „Flo Jo Community Empowerment-Stiftung“. Zudem ist er Inhaber und Geschäftsführer einer Marketing-Firma. Seit 2000 trainiert Joyner das Weitsprung-Damenteam der University of California, Los Angeles.
2003 heiratete er Alisha Biehn, mit der er mittlerweile einen Sohn und eine Tochter hat.